# Tamara McKinney
Tamara McKinney född 16 oktober 1962 i Lexington, Kentucky, USA är en amerikansk tidigare alpin skidåkare.
Säsongen 1982–1983 vann hon, som första amerikanska kvinna, totala världscupen. Totalt har hon 18 segrar och 45 pallplatser i världscupen. McKinney rankas som en av de bästa amerikanska alpina skidåkarna i historien.

### Fotnoter
1. ↑  ”Lindsey Vonn totala världcupen”. SVT Sport. 14 mars 2008. https://www.svt.se/sport/artikel/lindsey-vonn-totala-varldcupen. Läst 19 november 2018.